# قلیچ‌اصلان
قلیچ‌اصلان (به ترکی استانبولی: Kılıçaslan) یک منطقهٔ مسکونی در ترکیه است که در گوموش‌حاجی‌کوی واقع شده‌است. نام این روستا به معنی شمشیر شیر است.